# 구덩이의 남자
구덩이의 남자(포르투갈어: índio do buraco, 1960년대 ~ 2022년 7월경)는 아마존 우림에 살았던 브라질 원주민으로, 2007년 브라질 정부가 지정한 타나루 고유 영토의 유일한 주민이었다.
이 남자의 이름, 쓰는 언어, 부족의 이름 전부 알려져 있지 않다. 이 남자는 1970년대부터 1990년대까지 일어났던 브라질 개척자들의 원주민 학살로 부족 구성원을 모두 잃고 혼자 살아남았다. 1996년 브라질 국립 원주민 재단이 먼 거리에서 접촉을 시도했으나, 그는 고립되어 혼자 사는 것을 선택했다. 그는 수렵과 채집으로 살아가며 집을 계속 옮겼다. 그가 집을 옮길 땐 살던 집에 용도를 알 수 없는 깊은 구덩이를 파놓고 떠났기 때문에 ‘구덩이의 남자’라는 이름이 붙었다. 2009년 무장한 농장주들의 또다른 공격에서 살아남았다. 2022년 8월 그의 집에서 사망한 채로 발견되었다.

## 학살의 생존자
구덩이의 남자는 자발적인 고립자가 아니었으며, 브라질에서 잇따르는 원주민 학살로 그의 민족이 몰살당한 후 유일하게 살아남은 경우로 보인다.
그의 민족은 1970년대 정착민들에 의해 살해당한 것으로 추정되는데, 이는 인근의 아쿤추족(Akuntsu)과 카노에족(Kanoê)이 유사한 대량학살을 겪은 것과 비슷한 시기이다. 구덩이의 남자를 제외한 나머지 생존자들도 1995년 불법 광부들의 공격으로 사망했으며, 브라질 원주민 권익을 위한 정부 기관 Fundação Nacional do Índio (FUNAI)는 1996년 불도저로 파괴된 이들의 마을 유적을 발견했다. 이때까지도 이들은 미접촉부족으로 남아있었기 때문에 부족의 이름, 언어, 그리고 구덩이의 남자의 이름은 알 수 없다.

## 사망
2022년 8월 23일 국립 원주민 재단의 직원이 사망한 상태의 그를 발견하였다. 그의 시신은 “[앵무새 깃털로] 치장된 채 마치 죽음을 기다리는 듯이 해먹에 누워 있었다(deitado na rede, e paramentado [com penas de arara] como se esperasse a morte)”고 한다. 그의 나이는 60세 정도이고 7월에 죽은 것으로 추정된다. 사인을 알아내기 위해 그의 시신이 포르투벨류로 이송됐다. 8월 27일 원주민 전문가 마르셀루 두스 산투스(Marcelo dos Santos)는 그의 시신이 그가 살고 죽었던 땅에 안장되어야 하고 고유 영토도 훼손당하지 않도록 보호해야 한다고 주장했으며, 원주민 권리 단체들도 이를 지지했다.

## 같이 보기
- 스콴토